# Włodzimierz (Czerpak)
Włodzimierz, imię świeckie Wołodymyr Czerpak (ur. 1 lipca 1952 w Bezugljakach) – duchowny niekanonicznego Ukraińskiego Autokefalicznego Kościoła Prawosławnego, a następnie Kościoła Prawosławnego Ukrainy; od 2010 biskup wyszhorodzki i podolski, wikariusz eparchii kijowskiej.

## Życiorys
Święcenia diakonatu przyjął 20 czerwca 1990, a prezbiteratu dwa dni później. Chirotonię biskupią otrzymał 16 listopada 2010.